# Kóiči Tóhei
Kóiči Tóhei (japonsky 藤平光一, Tóhei Kóiči; 20. ledna 1920 - 19. května 2011) byl aikidistou, držící 10. dan aikikai a zakladatelem Společnosti Ki a jeho stylu aikido, oficiálně Šin Šin Toicu aikido (doslova „aikido se sjednocenou myslí a tělem“), ale běžně známého jako Ki-aikido.

## Aikido
Kóiči Tóhei se narodil v roce 1920 v okrsku Šitaja (下谷区), v současnosti Taitó, v Tokiu a vystudoval ekonomickou fakultu univerzity Keio. Jako chlapec byl nemocný a křehký, což vedlo jeho otce k tomu, aby Tóheiovi doporučil studium džuda. Tvrdě trénoval a jeho tělo prospívalo, ale brzy poté, co zahájil studium na univerzitě Keio, onemocněl zánětem pohrudnice. Tóhei si kvůli tomu musel vzít roční pauzu.
Tóheie trápilo pomyšlení, že přijde o nově nabytou tělesnou sílu a prostředky k jejímu tréninku, a tak se rozhodl nahradit studium džuda zenovou meditací a cvičením misogi, které se naučil v tokijském Ičikukai Dódžó. Stejně jako do studia juda se Tóhei pustil do tréninku mysli se zápalem a brzy dosáhl vynikajících výsledků navzdory svým vážným zdravotním problémům. Po uzdravení ze zánětu pohrudnice byl Tóhei přesvědčen, že právě úsilí věnované tréninku mysli a kultivaci ki mu pomohlo uzdravit se a zotavit. To podnítilo jeho pozdější vývoj kiatsu, systému léčby fyzických nemocí pomocí stlačování prstů a rozšiřování ki do těla nemocného. Tóhei to popisuje jako „naplnění pumpy“, které umožňuje, aby se člověk uzdravil sám.
Po uzdravení z pleuritidy se vrátil k judu, ale Tóhei chtěl víc než jen fyzický trénink a nemyslel si, že judo je pro něj to pravé umění, i když pokračoval ve studiu juda, dokud nezačal cvičit aikido.
V roce 1940, když bylo Tóheiovi 19 let, mu jeho instruktor juda Šóhei Mori doporučil, aby se setkal se zakladatelem aikido Moriheiem Uešibou.
Podle Tóheie, když se poprvé setkal s instruktorem aikido a cvičil některé techniky v Uešibově dódžó, měl o aikido a jeho hodnotě pro něj pochybnosti. To se změnilo, když Uešiba vstoupil do dódžó a začal na instruktorech provádět své techniky. Tóhei stále nebyl zcela přesvědčen, dokud Uešiba nepožádal Tóheie, aby vstoupil na žíněnku a zkusil ho uchopit. Tóheiovy pokusy byly neúspěšné a po této osobní Uešibově ukázce Tóhei na místě požádal o zápis. Tóhei pokračoval v tréninku mysli i těla pomocí meditace, misogi a aikido.
Tóhei trénoval s Uešibou šest měsíců, než byl vyslán jako zástupce (dairi) učit ve škole Šumei Okawa a na akademii vojenské policie. Bylo to ještě předtím, než byl Tóhei zařazen do stupně dan nebo kyu. Uešiba Tóheiovi udělil hodnost 5. dan poté, co Tóhei nastoupil vojenskou službu.

## Válečná léta
V roce 1942 Kóiči Tóhei absolvoval ekonomickou fakultu prestižní univerzity Keio. V únoru 1944 byl Tóhei Sensei po absolvování vojenského výcviku vyslán jako velitel pěší jednotky do okupované Číny. Tam pod nepřátelskou palbou pochopil, jak je důležité zklidnit mysl v Jednom bodě v podbřišku („seika no itten“). Kvůli nedostatku lékařů Tóhei během války vyvinul principy, které později nazval terapie kiatsu, založené na vysílání Ki prostřednictvím konečků prstů. Zúčastnil se akce v Číně a na konci války tam uvízl až do své repatriace v roce 1946. Tóhei Sensei při několika příležitostech uvedl, že principy Ki jako „rozšiř Ki“ a „zcela se uvolni“ a nechej věci na vesmíru, mu pomohly zůstat v bezpečí během války spolu s osmdesáti muži pod jeho velením.

## Poválečná léta
Od roku 1953 se Kóiči Tóhei Sensei zasloužil o zavedení aikidó na Západě, především prostřednictvím pravidelných výukových cest na Havaj, ale také na kontinentální území USA a do Evropy. Bylo to poprvé, kdy zakladatel aikido povolil výuku tohoto umění mimo Japonsko. Z tohoto důvodu se Havaj stala centrem šíření aikidó ve Spojených státech a dodnes zůstává důležitým místem pro ki-ajkidó. Během let strávených v Aikikai učil Tóhei Sensei aikidó mnoho slavných šihanů, jako například
- Hiroši Tada
- Sadateru Arikawa
- Seigo Jamaguči
- Šigenobu Okumura
- Kazuo Čiba
- Jošimicu Jamada
- Steven Seagal.

V roce 1969 byl Tóhei Uešibou požádán, aby přijal novou hodnost 10. dan, což Tóhei přijal, i když předtím stejnou nabídku odmítl. Nejvyšší hodností v aikido byl do té doby 9. dan, ale Uešiba hodnosti rozšířil z praktických i politických důvodů.

## Vytvoření Ki no Kenkyukai
Události, které vedly k rozkolu mezi hlavní organizací aikido Aikikai a Tóheiem, byly podníceny smrtí Moriheie Uešiby v roce 1969. Jeho syn Kišomaru Uešiba zdědil titul došu. V době Uešibovy smrti byl Tóhei hlavním instruktorem Hombu Dódžó, ústředí Aikikai, a tento titul si udržel až do svého oficiálního rozchodu s Aikikai v roce 1974.
Jednou z hlavních příčin konfliktu byl Tóheiův důraz na jeho princip ki v aikido. Tóhei chtěl, aby se aikido soustředilo na tyto principy a využívalo cvičení ke kultivaci i testování ki v každodenní praxi aikido. Své nové myšlenky začal vyučovat již během vlastních tréninků v Hombu dódžó, ale většina ostatních instruktorů nechtěla. Našli se i tací, kteří s Tóheiovým přístupem souhlasili, ale Kišomaru a většina starších instruktorů Tóheiovo počínání nevítala. Důrazně ho nabádali, aby své zásady a techniky v Hombu dódžó nevyučoval. Tóhei odpověděl, že má právo učit je mimo Hombu Dódžó, což také udělal.
Napětí však přetrvávalo mezi staršími instruktory, kteří stále neschvalovali Tóheiovo zaměření na ki. Toto vznikající napětí spolu s Tóheiovou celkovou nespokojeností se situací vyvrcholilo v roce 1971, kdy vytvořil Ki No Kenkyukai (Společnost ki) s cílem podporovat rozvoj a kultivaci ki uvnitř aikidó, ale mimo „střechu“ Aikikai. Roky konfliktů nakonec utvrdily Tóheie v rozhodnutí oddělit se od Aikikai a vyučovat vlastní styl aikido „ki“. Dne 1. května 1974 Kóiči Tóhei oficiálně opustil organizaci Aikikai, aby se mohl soustředit na své nově vytvořené ki-aikidó a ki-společnost.
Dne 15. května 1974 Tóhei rozeslal většině dódžó v Japonsku i v zahraničí dopis v angličtině a japonštině, v němž vysvětlil důvody svého odchodu a své plány zahrnující Ki-aikido a Ki-společnost. Tento rozchod byl pro mnoho aikidoků po celém světě šokem. Tóhei byl mnoha instruktory a studenty dobře hodnocen. Po Uešibově smrti byl považován za předního senseie aikido. To následně vedlo k tomu, že se několik dódžó rozešlo s Aikikai a připojilo se k Tóheiho novému stylu. Tóheiovým novým cílem bylo koordinovat všechna dódžó, která se k němu připojila, a začlenit je do organizace Šin Šin Toicsu aikidó: „Aikidó s koordinovanou myslí a tělem“. Tato větev aikidó je aktivní dodnes, i když sám Tóhei odešel z každodenní činnosti sekce ki-aikidó a poté se soustředil výhradně na ki-so a další osobní rozvoj ki.

### Významní studenti
Předtím i během svého působení ve funkci hlavního instruktora v Hombu Dódžó vedl Tóhei mnoho významných aikidoků. Několik z nich od té doby trvale ovlivnilo aikido obecně.
Mezi ně patří:
Christopher Curtis, 8. dan, hlavní instruktor Havajské federace Ki, poradce Společnosti Ki v Evropě.
Shizuo Imaizumi, 7. dan Shin Shin Toitsu aikido, který založil nezávislý styl Shin Budo Kai aikido.
Harry Kiyoshi Ishisaka, zakladatel Orange County Aiki Kai v Kalifornii v roce 1964.
Roderick Kobajaši, 6. dan, zakladatel stylu Seidokan aikidó.
Koretoši Marujama, bývalý hlavní instruktor a prezident Ki Society, který od té doby založil nezávislý styl aikido Juišinkai.
Šudži Marujama, zakladatel stylu aikidó Kokikai.
Alan Ruddock, 6. dan, který zavedl aikido v Irsku, zakladatel Aiki no Michi.
Steven Seagal, 7. dan, americký herec akčních filmů, producent, scenárista, režisér a bluesový zpěvák a skladatel.
David Shaner, 8. dan, hlavní instruktor Východní federace Ki, poradce Společnosti Ki, Východní Evropa/Rusko Ki-Aikido.
Roy Y. Suenaka, 8. dan, zakladatel Wadokai Aikido
Shinichi Suzuki, 9. dan, hlavní instruktor, Maui Ki Aikido Federation
Jon Mamoru Takagi, 6. dan, zakladatel Arizona Aikikai.
Fumio Toyoda, 6. dan, zakladatel Aikido Association of America a Aikido Association International.

## Smrt
Tóhei zemřel 19. května 2011 v 9:14 japonského času po dvou týdnech hospitalizace v nemocnici kvůli nepříjemným pocitům na hrudi, které se ukázaly jako zánět plic. Wataru Hatakeyama z ústředí Společnosti Ki uvedl: „Dvakrát byl na jednotce intenzivní péče (JIP) a pokaždé se vrátil na všeobecné oddělení se svou silou Ki, nicméně dnes ráno mu postupně sláblo srdce a zemřel.“